# 北区 (新竹市)

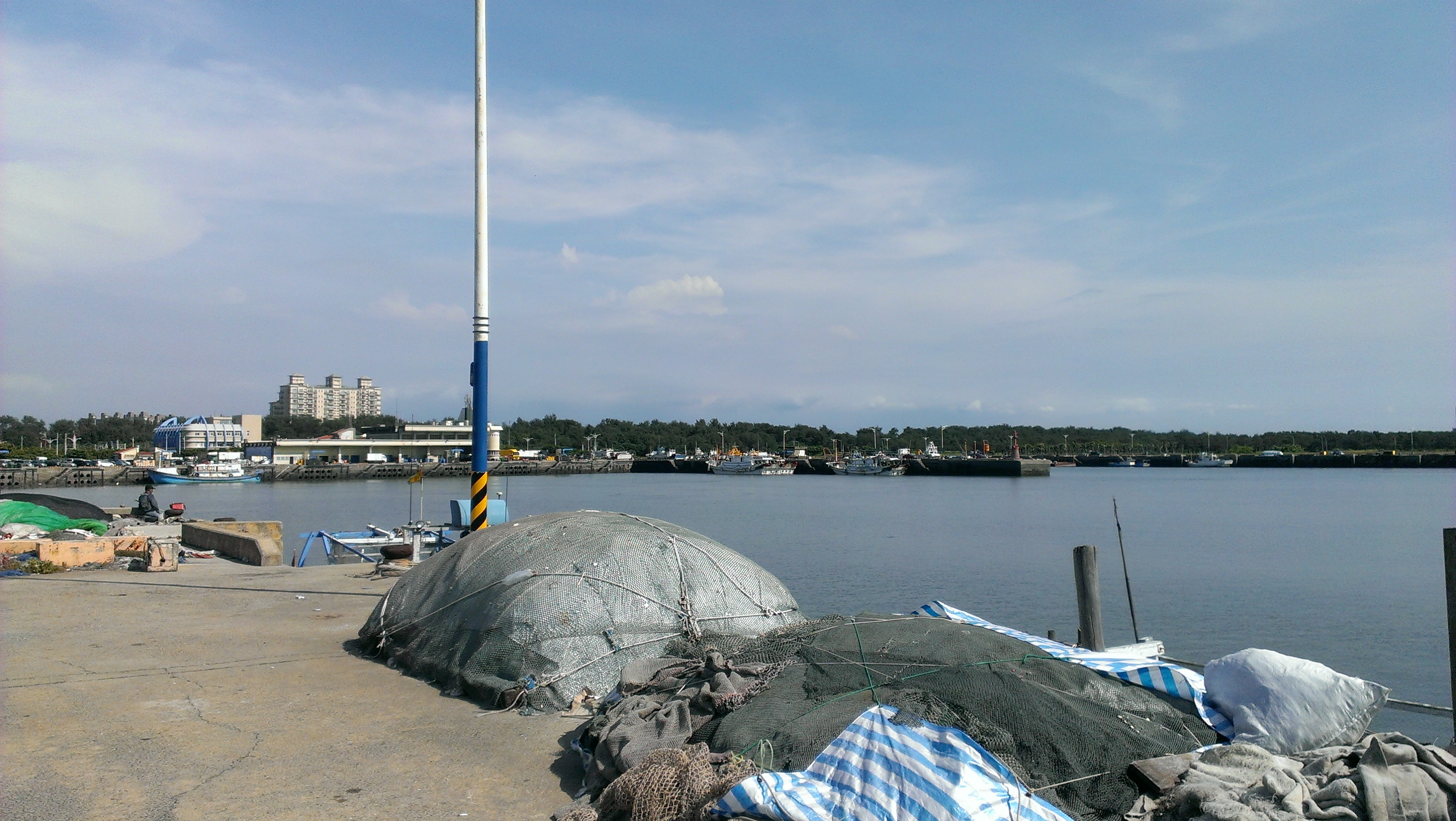
新竹漁港

北区（ベイ/きた-く）は新竹市の市轄区のひとつ。

## 歴史
日本統治時代の田町、西門町、住吉町、宮前町、表町、北門町、新富町、客雅、水田、崙子、苦苓脚、樹林頭、湳雅、吉羊崙、沙崙、槺榔、十塊寮、油車港を統合して形成された。

## 行政区域
| 地区 | 里                                                                                     |
| ---- | -------------------------------------------------------------------------------------- |
| 西門 | 興南里、石坊里、崇礼里、仁徳里、中央里、潜園里、西門里                                 |
| 客雅 | 中雅里、客雅里、大鵬里、南勢里、台渓里、曲渓里、育英里、西雅里                         |
| 北門 | 文雅里、民富里、中山里、新雅里、中興里、長和里、新民里、水田里、北門里、磐石里、大同里 |
| 士林 | 武陵里、境福里、古賢里、福林里、士林里、光田里                                         |
| 湳雅 | 湳中里、金雅里、金竹里、旧社里、金華里、湳雅里、光華里                                 |
| 南寮 | 中寮里、港北里、旧港里、海浜里、康楽里、南寮里                                         |

## 教育

### 高級中学
- 新竹市立成徳高級中学
- 私立磐石高級中学

### 国民中学
- 新竹市立市立光華国民中学
- 新竹市立南華国民中学
- 新竹市立市立光武国民中学

### 国民小学
- 国立新竹師範大学附属実験小学校
- 新竹市立旧社小学校
- 新竹市立新竹小学校
- 新竹市立北門小学校
- 新竹市立東門小学校

## 観光
- 新竹鄭氏家廟（中国語版）
- 新竹長和宮（中国語版）
- 新竹都城隍廟（中国語版）